# Abhimana
Abhimana  é um termo sânscrito que significa orgulho, arrogância. [carece de fontes?]
É uma das funções da psique (antahkarana) de acordo com a filosofia hindu. Algo que para o ioga deve ser ultrapassado com ajuda da intuição.  Esta função é identificada com a personalidade do ego. [carece de fontes?]
Uma pessoa possui Abhimana por sua riqueza, posição, filhos e esposa (ou marido). 
Mas para um Yogue (Sannyasi) isto é um impedimento.  Por exemplo se ele pensa: “Eu sou superior a todos. Eu posso meditar por 12 horas. Eu possuo grande pureza, renúncia e desapego”, ele se aprisiona a estes pensamentos,impedindo que o mesmo atinja a meta. O Abhimana de um Yogi (Sannyasi) é mais perigoso do que o Abhumana de uma pessoa normal, e mais difícil de ser erradicado.
Abhimāna é o falso sentido de "eu" e "meu"; é por causa da identidade enfática (abhimāna) com o próprio corpo etc., que há pramata (sujeito cognoscente) e envolvimento com pramānas (atos ou processos de conhecimento, percepção, inferência e o resto) devido ao funcionamento dos sentidos como resultante de avidyā (ignorância) e resultando em escravidão. Examinado a partir do nível da consciência social, ātman ou consciência transcendental é certamente essencial para o ser do homem, mas upadhis (limitações) são suas partes acidentais, a auto-identificação com a qual dá origem a abhimāna (identificação com o corpo) que faz do homem espiritual sendo subjetivo e objetivo, ambos, e se torna a base para seu adhikara (elegibilidade social e ritual).